# Unterwestrich
Unterwestrich ist ein zu Erkelenz gehörendes Dorf im Kreis Heinsberg in Nordrhein-Westfalen. Zu Unterwestrich zählt ebenfalls der Zourshof. Unterwestrich lag im geplanten Abbaugebiet des Tagebaus Garzweiler II, deshalb sollte der Ort abgebaggert werden und wurde seit 2016 nach Unterwestrich (neu) umgesiedelt. Im Oktober 2022 wurde jedoch der Kohleausstieg 2030 beschlossen, weshalb der Ort erhalten bleibt.

## Geografie
Unterwestrich liegt am Rande der Erkelenzer Börde. Außerdem befindet sich bei Unterwestrich das Quellgebiet der Niers.

### Lage
Nördlich von Unterwestrich liegt Kuckum, östlich Keyenberg, südöstlich Oberwestrich, südwestlich Berverath und westlich Kaulhausen. Außer Kaulhausen liegen alle diese Dörfer im ehemaligen Abbaubereich des Tagebau Garzweiler II.

### Gewässer
Die Niers verläuft im Norden parallel zum Straßendorf.

## Geschichte

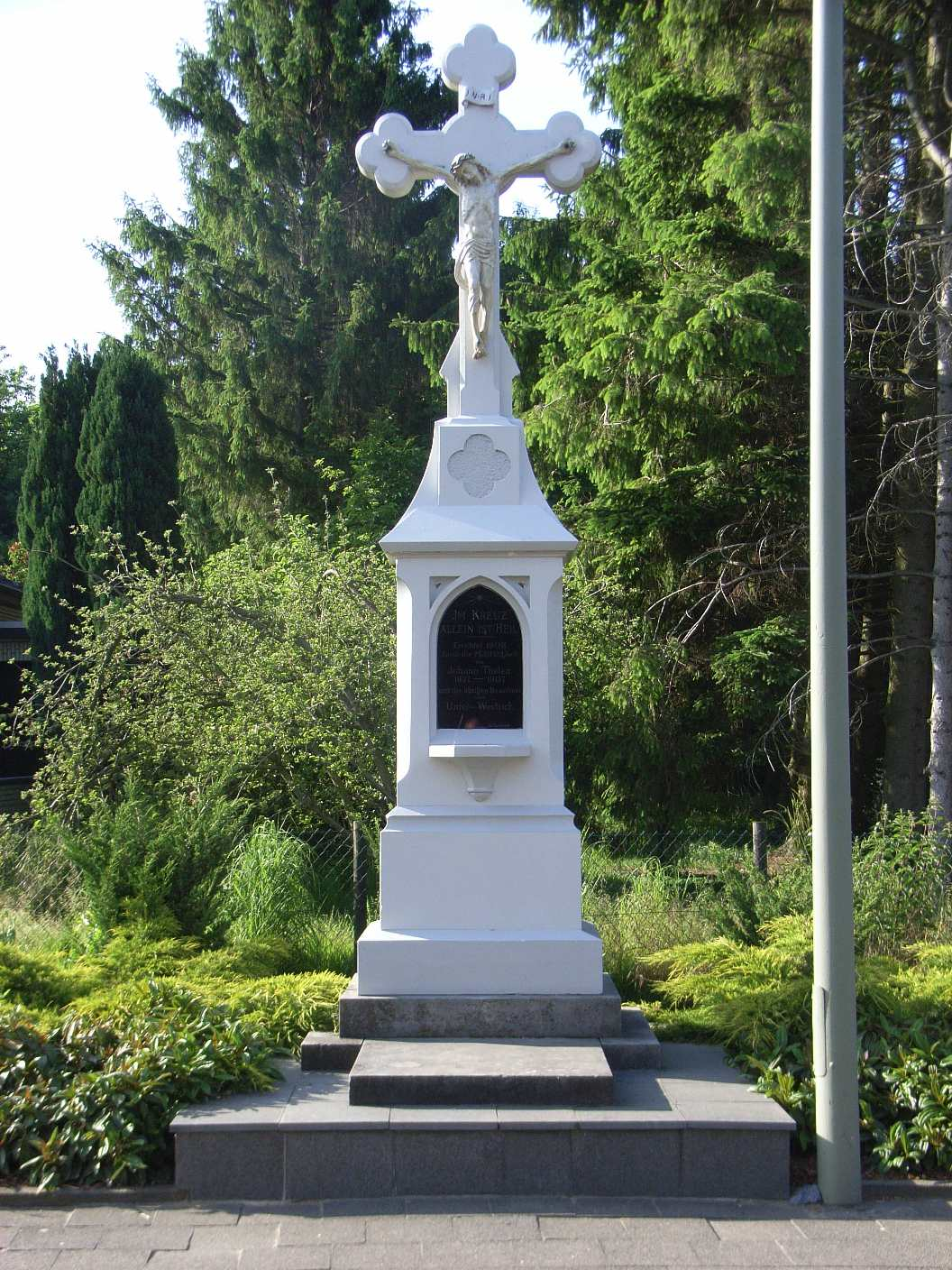
1908 errichtetes Wegkreuz in Unterwestrich

### Ortsgeschichte
1377 wurde ein freiadeliger Hof, der Hoyve tot Westrich erstmals genannt. Die Benediktiner Abtei Gladbach besaß von 1285 bis 1794 Zinsgüter in Westrich. Das Kreuzherrenkloster von Wickrath hatte einen Erbpachthof, dieser wurde an die Erbpächter verpachtet. Der Zourshof war im Mittelalter der Sitz der Ritter von Zours.
Unterwestrich gehörte im Mittelalter und in der Frühen Neuzeit zum benachbarten Ort Keyenberg. Während der französischen Zeit von 1794 bis 1814 gehörte Westrich zur Mairie Kuckum und von 1816 bis 1935 zur Bürgermeisterei Keyenberg. 1935 wurde diese Bürgermeisterei aufgelöst und in das Amt Holzweiler eingegliedert. Am 1. Januar 1972 gelangte Unterwestrich zur Stadt Erkelenz.

### Umsiedlung

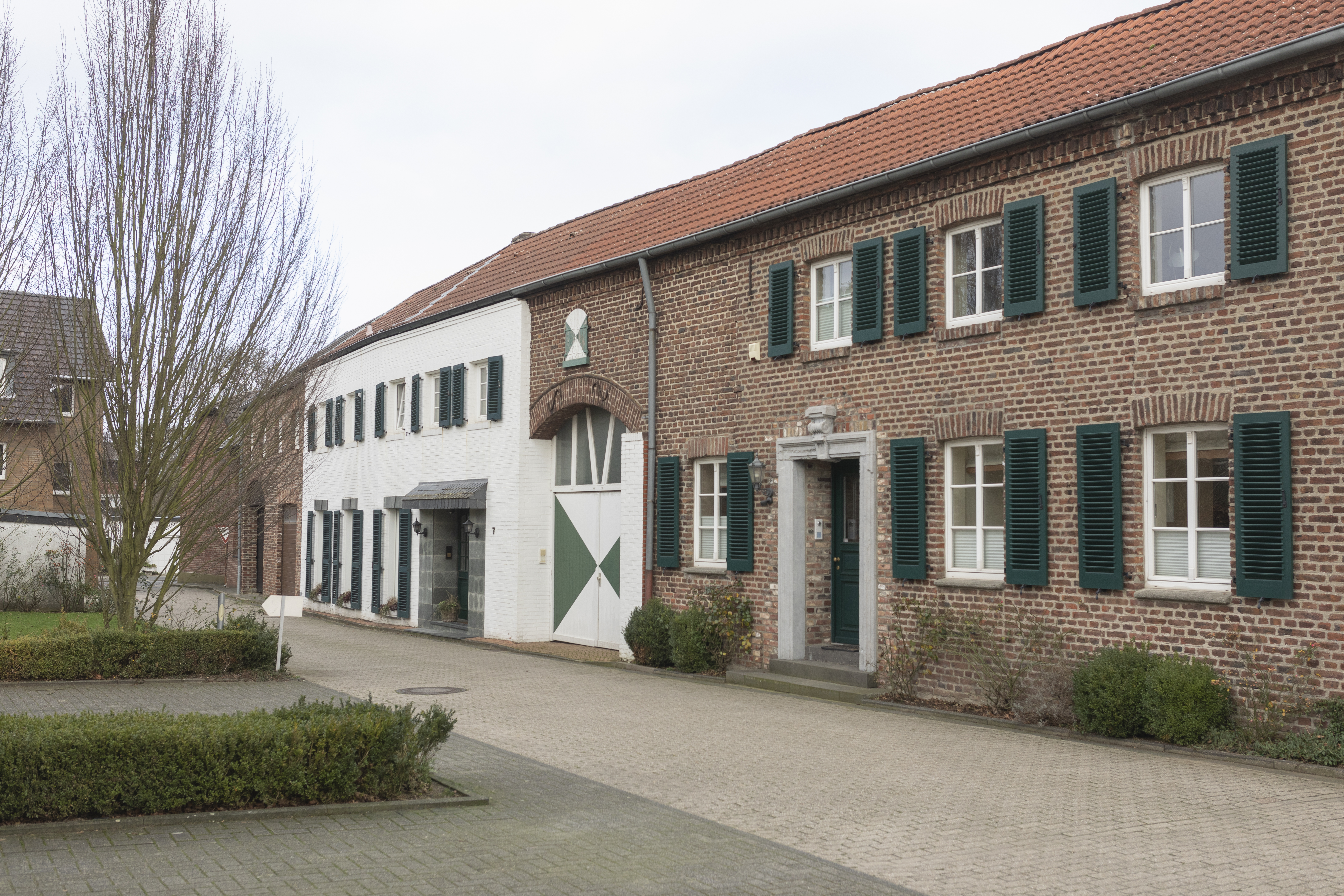
Hofanlage in Unterwestrich

Unterwestrich liegt im ursprünglich geplanten Abbaugebiet des von RWE Power betriebenen Tagebau Garzweiler. Zusammen mit Keyenberg, Kuckum, Oberwestrich und Berverath bildete Berverath die dritte Umsiedlungsphase im Plangebiet Garzweiler II. Die fünf Orte wurden seit 2016 gemeinsam an einen Standort nördlich von Erkelenz umgesiedelt.
Die politische Entscheidung über die Weiterführung des Tagebaus Garzweiler wurde im März 2021 bis Ende 2026 ausgesetzt. Im Oktober 2022 gab RWE bekannt, die Vorkommen unter dem Ort nicht zu nutzen.

### Bevölkerungsentwicklung
Einwohnerzahlen der Ortschaft Unterwestrich (Einwohnerzahlenentwicklung durch die Umsiedlung)
| Jahr | Ew. |
| ---- | --- |
| 2016 | 130 |
| 2017 | 119 |
| 2018 | 97  |
| 2019 | 68  |
| 2020 | 34  |
| 2021 | 23  |
| 2022 | 25  |

### Ortsname
Im Jahre 1285 wurde erstmals der Ort Westrich urkundlich erwähnt. Der Name lässt sich von den zwei althochdeutschen Wörtern westar (= westlich) und richi (=Reich, Landstrich) ableiten und bezieht sich auf den Nachbarort Kuckum.

### Religion
Die Bevölkerung ist mehrheitlich katholisch. Unterwestrich gehört schon immer als Filiale zur Pfarre Keyenberg. Eine Kapelle ist nicht vorhanden. Nach der Auflösung und Fusionierung der Pfarrgemeinde von Keyenberg zur Pfarrei St. Maria und Elisabeth Erkelenz, zählt nun auch Unterwestrich zu dieser Großpfarre.

## Verkehr

### Straße
Die Bundesautobahn 61 verläuft östlich von Unterwestrich und die nächste Anschlussstelle befindet sich bei Mönchengladbach-Wanlo. Durch das Dorf verläuft die L 354.

### Schiene
Der nächste Bahnhof befindet sich in Mönchengladbach-Herrath, circa 4 Kilometer nordwestlich von Unterwestrich.

### Bus
Die AVV-Buslinie EK1 der WestVerkehr verbindet Unterwestrich wochentags mit Erkelenz, Keyenberg und Holzweiler.
Zudem verkehrt der Multi-Bus seit dem 9. Juni 2024 kreisweit erweitert und zu einheitlichen Bedienzeiten. Mehr Informationen gibt es bei WestVerkehr.
| Linie | Verlauf |
| ----- | --- |
| EK1   | (Erkelenz ZOB →) Erkelenz Bf → Wockerath → Terheeg → Venrath → Kuckum → (Berverath →) Unterwestrich → Abzw. Oberwestrich → Keyenberg → Holzweiler → Kückhoven → Immerath (neu) → Bellinghoven → Erkelenz Bf (→ Erkelenz ZOB) |

## Sehenswürdigkeiten
- Zourshof (Privatbesitz)

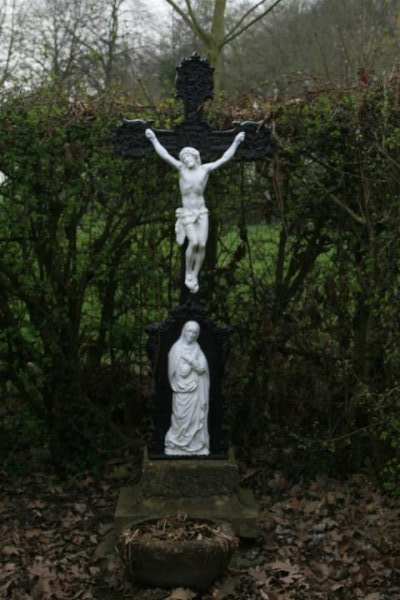
Wegekreuz am Kuckumer Quellenweg in Unterwestrich

- Wegekreuz aus Gusseisen mit einer Madonna. Das Kreuz stammt vom Glimbacher Friedhof und wurde um 1920 am Zourshof aufgestellt.
- Neugotisches Wegekreuz